# Sapria
Sapria es una género de planta parásita perteneciente a la familia Rafflesiaceae. Crece entre las raíces de Vitis y Tetrastigma. El género está limitado a las selvas tropicales del este de Asia.
Las flores de Sapria alcanzan los  20 cm de diámetro, son de color rojo brillante con manchas amarillas o blancas, son unisexuales y caducifolias. En contraste con el género  Rafflesia sus flores tienen 10  lóbulos.
Tiene tres especies , S. himalayana se encuentra en Camboya, China (Xizang y Yunnan), nordeste de India, Birmania, Tailandia y Vietnam, mientras que S. poilanei solo se encuentra en China. La reciente especie descubierta S. ram se encuentra en Tailandia.

## Especies
Sapria himalayana Griff.

Sapria poilanei Gagnep.

Sapria ram Bänziger & B. Hansen